# 約旦航空
約旦航空（英語：Jordan Aviation）是一間位於約旦安曼的航空公司。樞紐機場為馬爾卡國際機場和侯賽因國王國際機場。約旦航空是阿拉伯航空運輸組織中的一間航空公司。

## 歷史

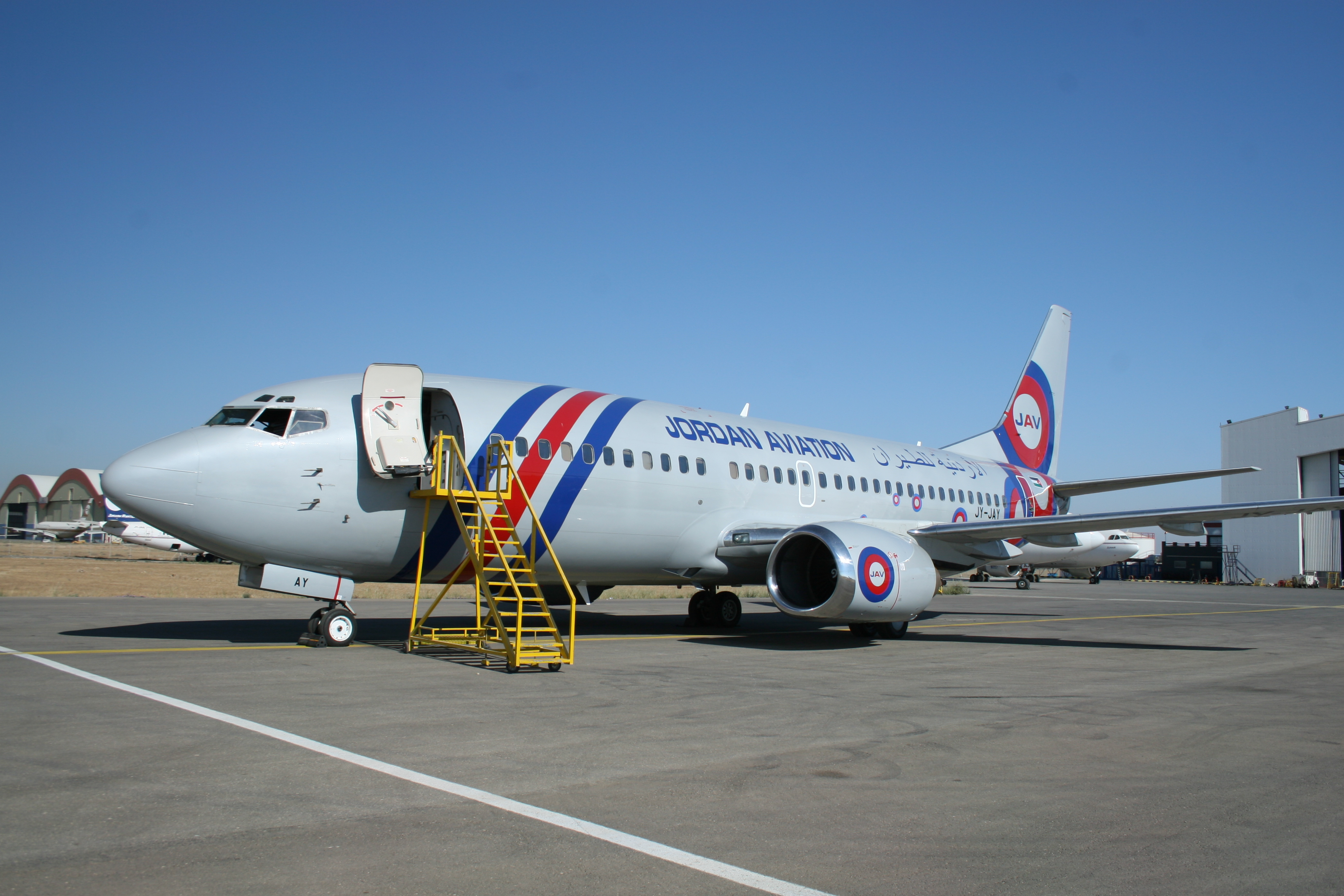
約旦航空包機

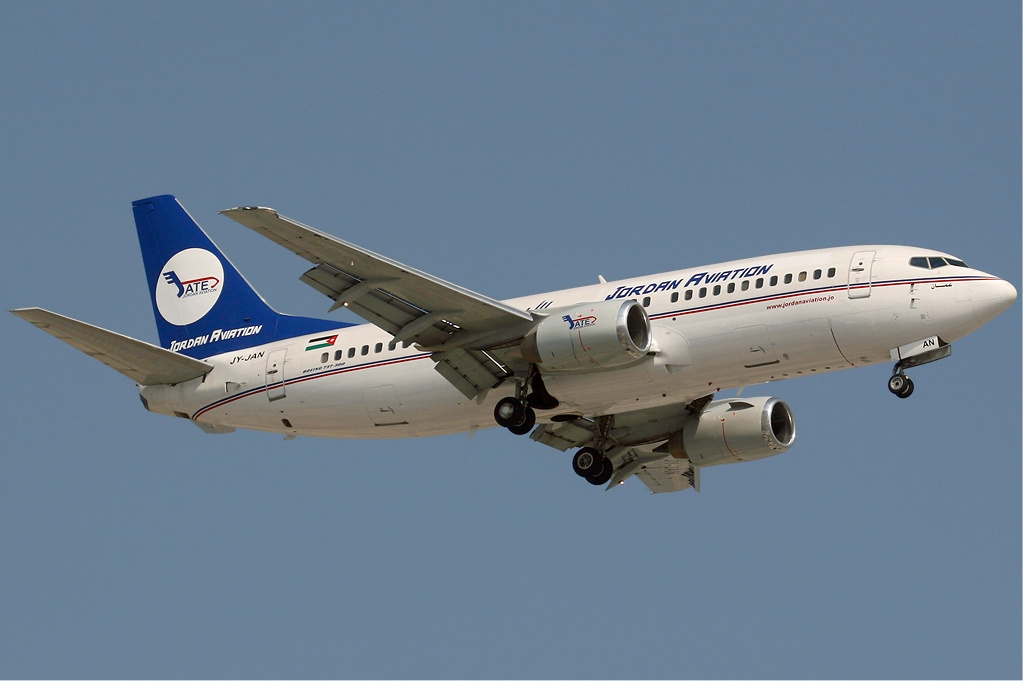
約旦航空的B737-300

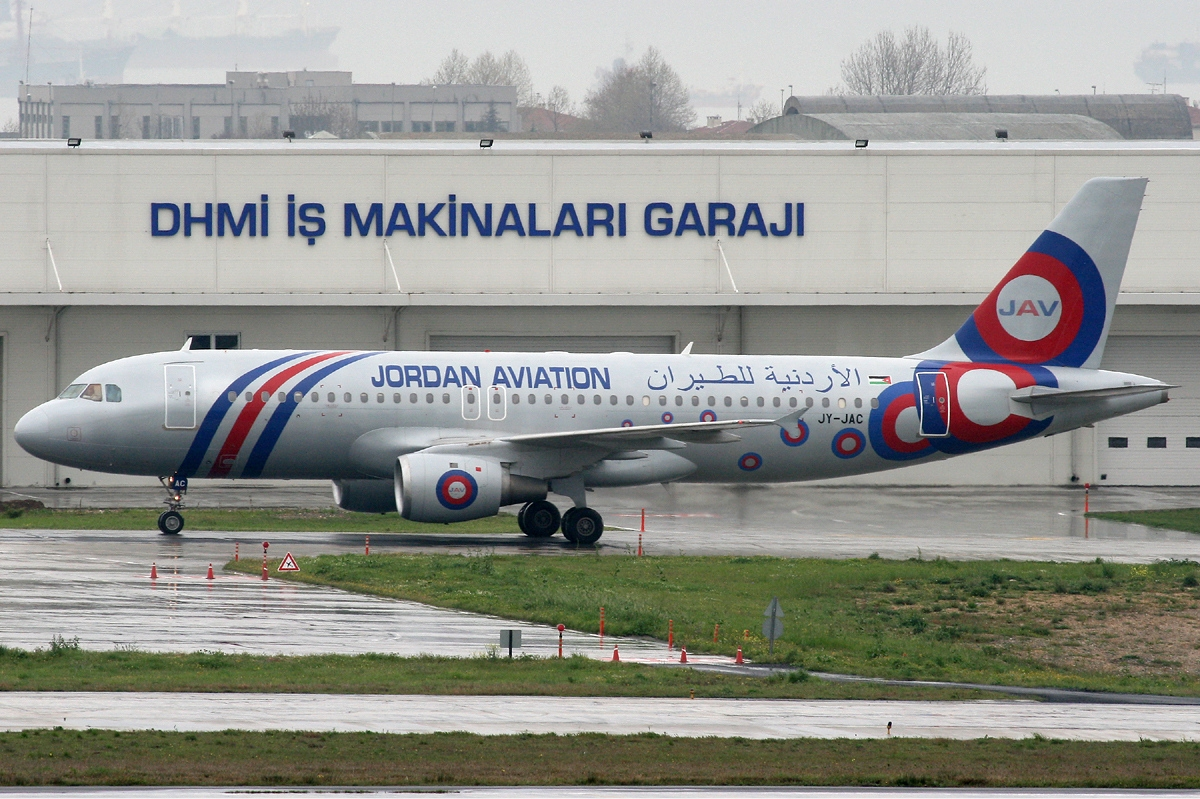
約旦航空的A320在伊斯坦堡機場起飛

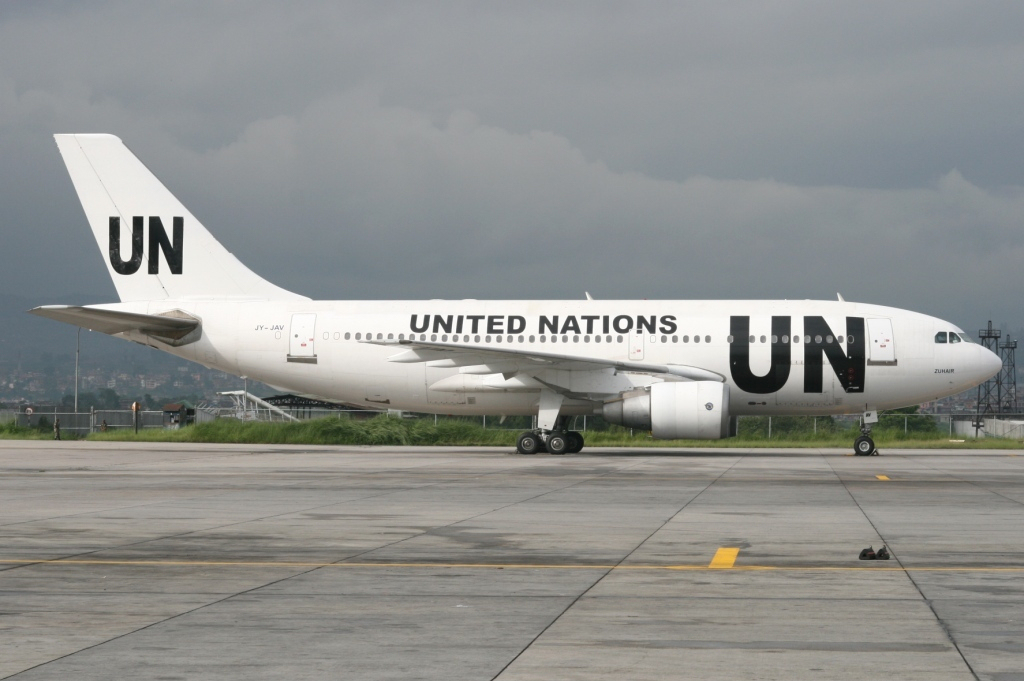
約旦航空A310-200擔任聯合國專機

約旦航空成立於2000年，並於同年10月開始服務，是約旦第一個私人包機航空公司。2006年6月，約旦航空開始了定期航班往亞喀巴海灣地區和北非。約旦航空是由Moh'd Al-Khashman（總經理兼行政總裁）和Hazem Alrasekh擁有。約旦航空有410名職員。

## 目的地

### 亞洲

#### 西亞
- 約旦
  - 安曼（阿勒娅王后国际机场）
  - 亞喀巴（侯赛因国王国际机场）
- 阿拉伯聯合酋長國
  - 迪拜（迪拜國際機場）
- 卡塔爾
  - 多哈（多哈國際機場）
- 巴林
  - 巴林（巴林國際機場）
- 敘利亞
  - 大馬士革（大馬士革國際機場）

#### 南亞
- 印度
  - 德里（英迪拉·甘地國際機場）

### 非洲
- 埃及
  - 亞歷山卓（亞歷山大國際機場）
  - 艾斯尤特（艾斯尤特国际机场）

## 機隊
截至2019年9月25日，約旦航空的機隊如下：

## 備註
1. 1 2  . Flight International. 2007-04-03: 98.
2. ↑  .   [2009-03-12]. （原始内容存档于2012-02-29）.

## 外部連結
- 官方網站